# ¿Era amor?
¿Era amor? (en hangul, 우리, 사랑했을까; romanización revisada, Uri, Saranghaesseulkka; literalmente, «We, Were in Love») es una serie de televisión surcoreana protagonizada por Song Ji-hyo, Son Ho-jun, Song Jong-ho, Kim Min-joon, Koo Ja-sung y Kim Da-som. La serie fue emitida en JTBC del 8 de julio al 2 de septiembre de 2020 y es distribuida internacionalmente por Netflix.

## Historia[2]
Noh Ae-jung, es la madre soltera de Noh Ha-ni, con un fuerte instinto de supervivencia y que trabaja como productora de una compañía de películas.
Ha estado soltera durante los últimos 14 años, sin embargo, esto cambia cuando de repente se encuentra atrapada en uno de los capítulos de su propia historia, donde conoce a cuatro hombres que aparecen de diferentes maneras en su vida:
- Oh Dae-oh, un exitoso escritor de novelas y exnovio de Ae-jung.
- Ryu Jin, un hombre patético pero atractivo, popular y rico que trabaja como actor.
- Oh Yeon-woo, un joven guapo, coqueto, confiado y alegre que trabaja como profesor de educación física en una escuela. Yeon-woo hace latir el corazón de las mujeres a pesar de su joven edad, sin embargo él únicamente está interesado en ganar el afecto de Ae-jung.
- Por último pero no menos importante, está Goo Pa-do, un hombre que exuda una aura aterradora pero sexy, que solía ser un gángster pero ahora trabaja como CEO de la compañía financiera "Nine Capital". A pesar de demostrar una intimidante personalidad en realidad tiene un corazón cálido.[6][7]

## Reparto[8]

### Personajes principales[9][10]
| Actor        | Personaje   | N.º de episodios | Notas |
| ------------ | ----------- | ---------------- | --- |
| Song Ji-hyo  | Noh Ae-jung | 16               | Es una productora de películas y madre soltera que no ha estado en una relación durante los últimos 14 años. |
| Son Ho-jun   | Oh Dae-oh   | 16               | Es un exitoso escritor de novelas y guionista que escribe películas para Hollywood. Es considerado como un hombre "malo pero encantador", que les resulta irresistiblemente tentador a las mujeres, a pesar de que saben que deben mantenerse alejadas de él. |
| Song Jong-ho | Ryu Jin     | 16               | Es un popular y rico actor en ascenso con una encantadora sonrisa, considerado como el "mejor amigo masculino de la Nación". |
| Koo Ja-sung  | Oh Yeon-woo | 16               | Es el joven pero guapo y confiado instructor de educación física de una escuela, cuyo atractivo y sonrisa encantadora lo convierten en uno de los maestros más populares, sin embargo él solo se siente atraído por Noh Ae-jung. |
| Kim Min-joon | Goo Pa-do   | 16               | Es un "aterrador pero sexy" exgánster que luego de cambiar su vida, se convierte en el CEO de la compañía financiera "Nine Capital". Es considerado como el "Robin Hood de la industria de préstamos privados". Se siente atraído por Noh Ae-jung, ya que se parece mucho a su esposa, quien fue asesinada. Cuando descubre que la persona responsable del crímene de su esposa, está detrás de Ae-jung, pensando que es su esposa, decide protegerla. |

### Personajes recurrentes
| Actor           | Personaje      | N.º de episodios | Notas |
| --------------- | -------------- | ---------------- | --- |
| Uhm Chae-young  | Noh Ha-ni      | 16               | Es la hija de Noh Ae-jung. Años más tarde, comienza a salir con Goo Dong-chan y la pareja se casa. |
| Kim Mi-kyung    | Choi Hyang-ja  | -                | Es la madre de Noh Ae-jung y abuela de Noh Ha-ni. |
| Jin Hee-kyung   | Joo Bo-hye     | -                | Es la madre de Oh Yeon-woo. |
| Kim Da-som      | Joo Ah-rin     | -                | Es una actriz top conocida como el "primer amor de Asia" y sus admiradores la aman por su amabilidad y su imagen angelical. Está enamorada de Oh Dae-oh, quien fue su tutor en la secundaria y cuando este reaparece en su vida, hace todo lo posible para ganar su corazón, agregándole drama e intrigas a la vida de Noh Ae-jung. |
| Baek Soo-hee    | Choi Hye-jin   | -                | Es una productora. |
| Oh Hee-joon     | Do Gwang-soo   | -                | |
| Kim Young-ah    | Gang Sook-hee  | -                | Es la dueña del bar. |
| Seo Jeong-yeon  | Jennifer Song  | -                | Es la CEO de la agencia donde trabaja Ryu Jin. |
| Lee Hwa-ryong   | Myung Gwae-nam | -                | Es el mánager de Ryu Jin. |
| Kim Byung-choon | Wang           | -                | Es un productor. |
| Yoon Sung-woo   | Goo Dong-chan  | -                | Es el hijo de Goo Pa-do. Cree que Noh Ae-jung es su madre, ya que ella es idéntica a su madre fallecida. Años más tarde, comienza a salir con Noh Ha-ni y la pareja se casa. |
| Lee Kyo-yeob    | Kim            | -                | Es un director. |

### Apariciones especiales
| Actor         | Personaje     | N.º de episodios | Notas                           |
| ------------- | ------------- | ---------------- | ------------------------------- |
| Bae In-hyuk   | -             | 1-2              | Es un noble espadachín.         |
| Kim Ji-min    | -             | 2                | Es una moderadora de un evento. |
| Kim Kwang-kyu | Hong-pyun     | 2-3, 5           | Es un editor en jefe.           |
| Hong Yoon-hwa | Hong Yoon-hwa | 4                |                                 |
| SF9           | -             | 6                | [ 22 ]                          |

## Episodios
La serie está conformada por 16 episodios, los cuales fueron emitidos todos los miércoles y jueves a las 21:30 (KST).

### Raitings
Los números en color rojo indican las calificaciones más bajas, mientras que los números en azul indican las calificaciones más altas.
| Episodio | Fecha de emisión        | AGB Nielsen (%) | AGB Nielsen (%) |
| Episodio | Fecha de emisión        | Nacional        |                 |
| -------- | ----------------------- | --------------- | --------------- |
| 1        | 8 de julio de 2020      | 2.003%          |                 |
| 2        | 9 de julio de 2020      | 2.202%          |                 |
| 3        | 15 de julio de 2020     | 2.084%          |                 |
| 4        | 16 de julio de 2020     | 2.008%          |                 |
| 5        | 22 de julio de 2020     | 2.048%          |                 |
| 6        | 23 de julio de 2020     | 1.777%          |                 |
| 7        | 29 de julio de 2020     | 2.147%          |                 |
| 8        | 30 de julio de 2020     | 2.045%          |                 |
| 9        | 5 de agosto de 2020     | 1.826%          |                 |
| 10       | 6 de agosto de 2020     | 1.648%          |                 |
| 11       | 12 de agosto de 2020    | 2.007%          |                 |
| 12       | 13 de agosto de 2020    | 1.882%          |                 |
| 13       | 19 de agosto de 2020    | 1.660%          |                 |
| 14       | 20 de agosto de 2020    | 1.790%          |                 |
| 15       | 27 de agosto de 2020    | 1.973%          |                 |
| 16       | 2 de septiembre de 2020 | 1.649%          |                 |
| Promedio | Promedio                | 1.922%          |                 |

## Música
El OST de la serie está conformado por las siguientes canciones:

### Parte 1
| No. | Intérprete         | Canción          | Letra | Música | Duración |
| --- | ------------------ | ---------------- | ----- | ------ | -------- |
| 1   | Lee Ba-da (이바다) | "Dreams"         | -     | -      | -        |
| 2   |                    | "Dreams" (Inst.) | -     | -      | -        |

### Parte 2
| No. | Intérprete      | Canción         | Letra | Música | Duración |
| --- | --------------- | --------------- | ----- | ------ | -------- |
| 1   | Sondia (손디아) | "Still"         | -     | -      | -        |
| 2   |                 | "Still" (Inst.) | -     | -      | -        |

### Parte 3
| N.º | Intérprete | Canción             | Letra | Música | Duración |
| --- | ---------- | ------------------- | ----- | ------ | -------- |
| 1   | Yuju       | "First Day"         | -     | -      | -        |
| 2   |            | "First Day" (Inst.) | -     | -      | -        |

### Parte 4
| N.º | Intérpretes                    | Canción                        | Letra | Música | Duración |
| --- | ------------------------------ | ------------------------------ | ----- | ------ | -------- |
| 1   | 9 and the Numbers (9와 숫자들) | "I Remember You" (네가 생각나) | -     | -      | -        |
| 2   |                                | "I Remember You" (Inst.)       | -     | -      | -        |

## Producción
La serie también es conocida como "We, Were in Love", "Begin Again" y/o "Was It Love".
Fue dirigida por Kim Do-hyung (김도형), quien contó con el apoyo del guionista Lee Sung-jin (이승진).
La primera lectura del guion fue realizada en mayo del 2020.
La serie fue distribuida por JTBC e internacionalmente por Netflix.
También contó con el apoyo de las compañías de producción "JTBC Studios" y "Gill Pictures".